# 曹耀峰
曹耀峰（1953年12月12日—），陕西渭南人，中国能源与矿业工程管理专家。1977年毕业于华东石油学院机械系。2001年毕业于中国石油大学（华东）机械设计及理论专业，获硕士学位。2013年当选为中国工程院院士。

## 生平
2021年9月1日，根据中共中央纪委国家监委驻国资委纪检监察组、山东省监察委员会消息：曹耀峰涉嫌严重违纪违法，接受中央纪委国家监委驻国资委纪检监察组纪律审查和山东省监察委员会监察调查。2022年1月，曹耀峰被开除中共党籍。